# Бейт-Агион

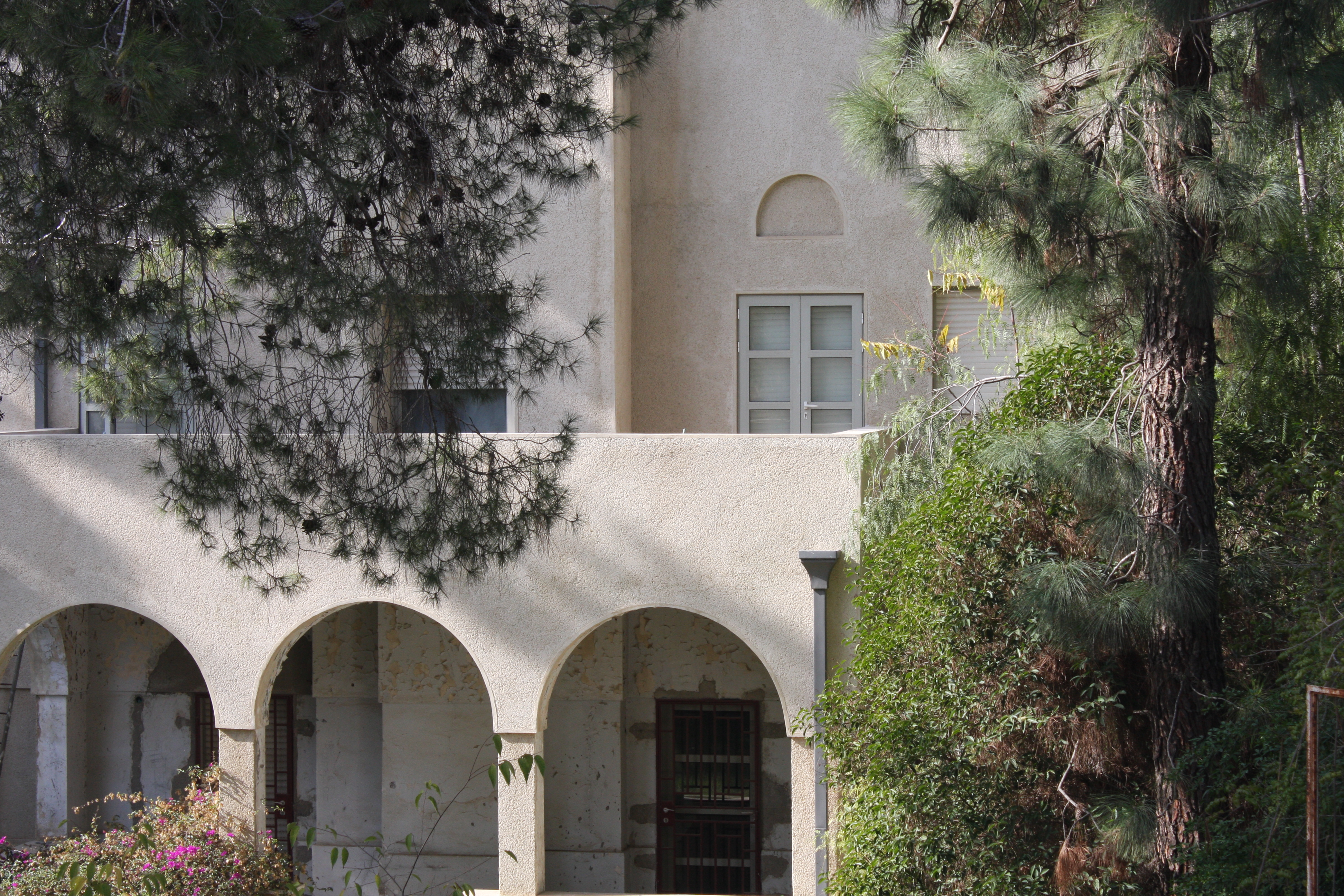
Бейт Юлиус Джейкобс, резиденция премьер-министра до 1974 года.

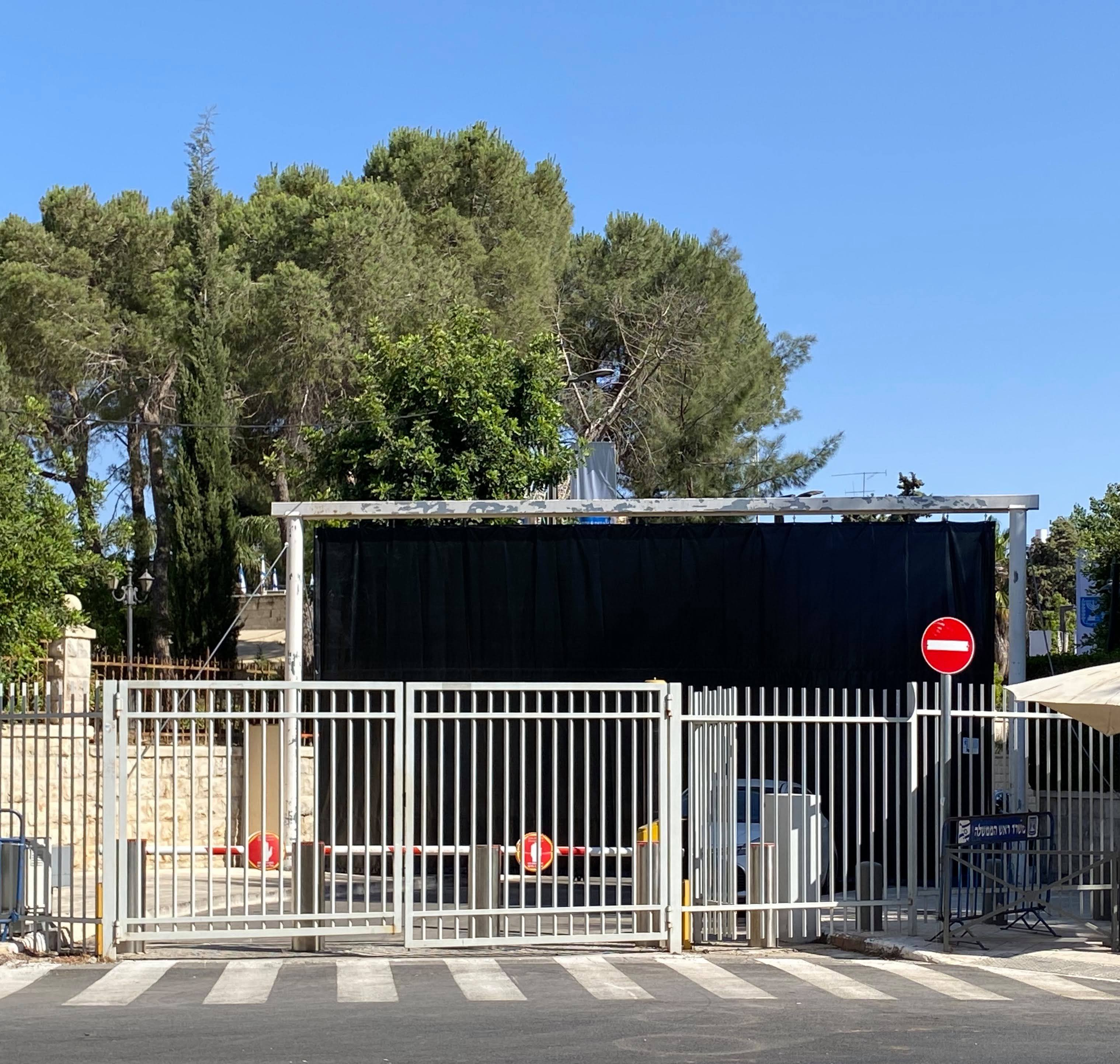
Чёрный занавес на улице Бальфура в Иерусалиме, закрывающий вход в резиденцию премьер-министра

Бейт-Агион (ивр. בית אגיון‎, Дом Агион), также известный как Бейт Рош ха-Мемшала (ивр. בית ראש הממשלה‎, дословно — «Дом главы правительства») или метонимично как Бальфур — официальная резиденция премьер-министра Израиля. Резиденция расположена по адресу улица Смоленскина, 9, на углу улицы Бальфур, в престижном центральном районе Иерусалима Рехавия.

## История

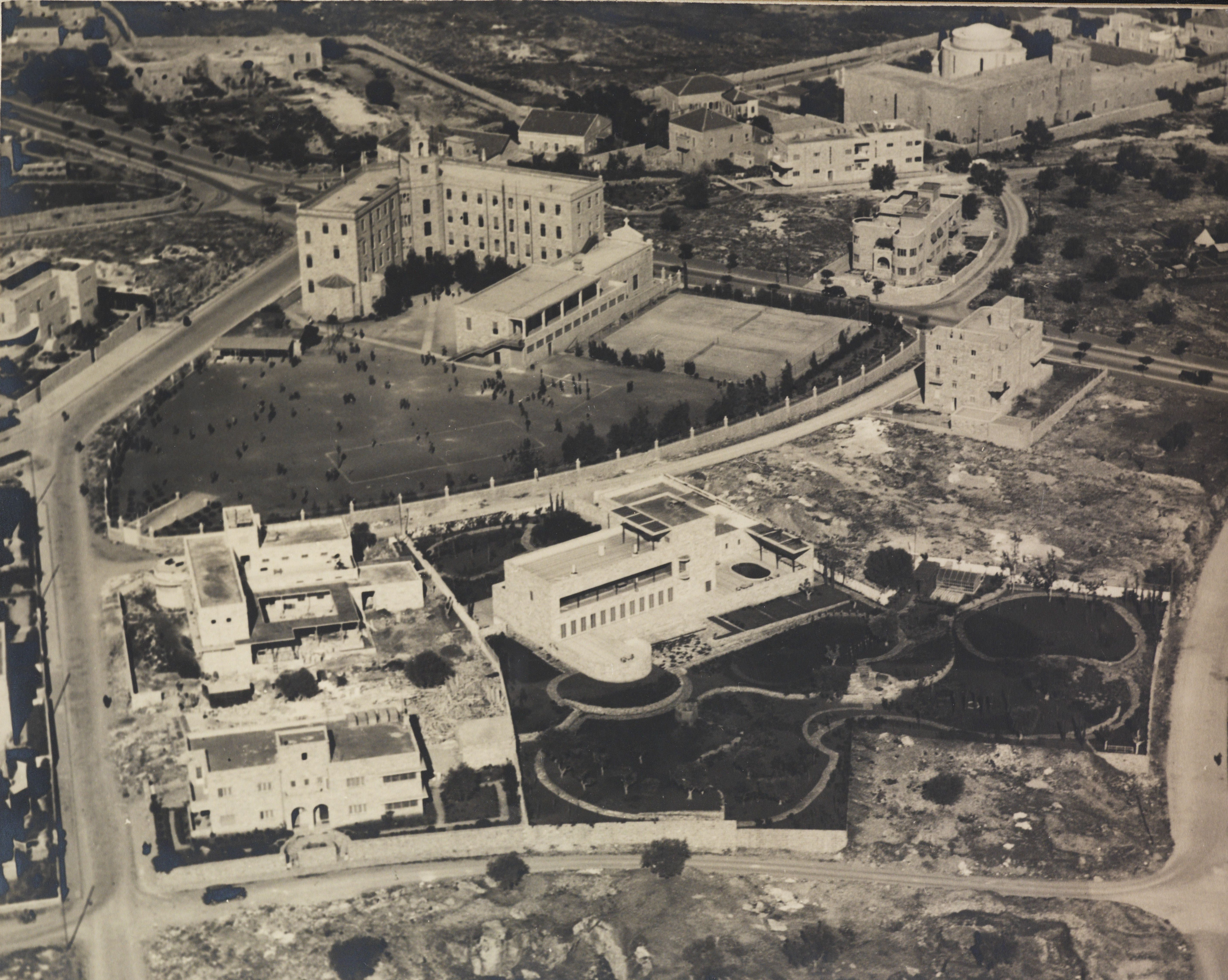
1938 год

Дом был построен между 1936 и 1938 годами для греко-еврейского купца Эдварда Агиона, жителя Александрии (Египет). Здание было спроектировано немецким архитектором Рихардом Кауфманом.
В 1941 году в доме проживал последний король Югославии Петр II. Во время арабо-израильской войны 1948 года в доме был устроен госпиталь для бойцов «Иргун».
В 1952 году израильское правительство приобрело дом Агиона для размещения в нём официальной резиденции израильского министра иностранных дел. В 1974 году правительством Израиля было решено перенести официальную резиденцию премьер-министра в Бейт-Агион. До этого момента официальной резиденцией премьер-министра Израиля служил Дом Джулиуса Джейкобса (com) (период с 1950 по 1974 год).
В 1990-е годы в целях безопасности вокруг дома была возведена стена, а часть улицы Бальфур была закрыта для движения транспорта.

## Архитектура
Здание выполнено в интернациональном стиле, стены облицованы иерусалимским камнем. Внутренний двор (патио) — элемент, отличающийся от общепринятого международного стиля, но распространенный среди зданий исламского стиля, вероятнее всего, был добавлен по просьбе семьи Агион.

## Перенос резиденции
8 февраля 2009 года правительство Израиля одобрило объединение официальной резиденции премьер-министра с его офисом в правительственном комплексе за пределами Бейт-Агиона. Однако стоимость этого проекта (650 миллионов шекелей или 162 миллиона долларов США) была раскритикована как чрезмерная. Поэтому 5 апреля 2009 года это решение было отменено.
К проекту вернулись в 2014 году, когда планы переноса официальной резиденции поближе к канцелярии премьер-министра были одобрены министрами.